# Birote

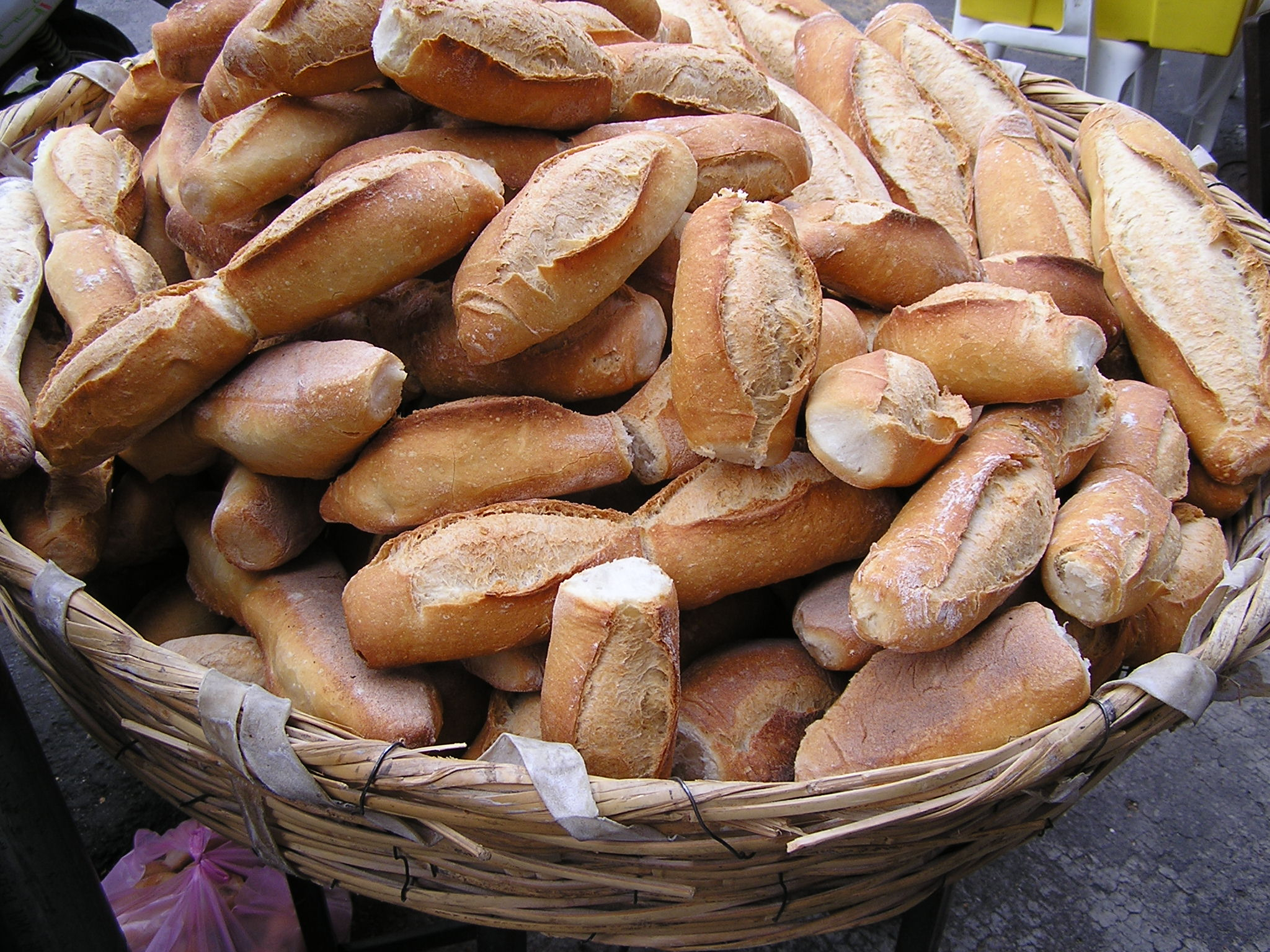
Birotes en Guadalajara, Jalisco.

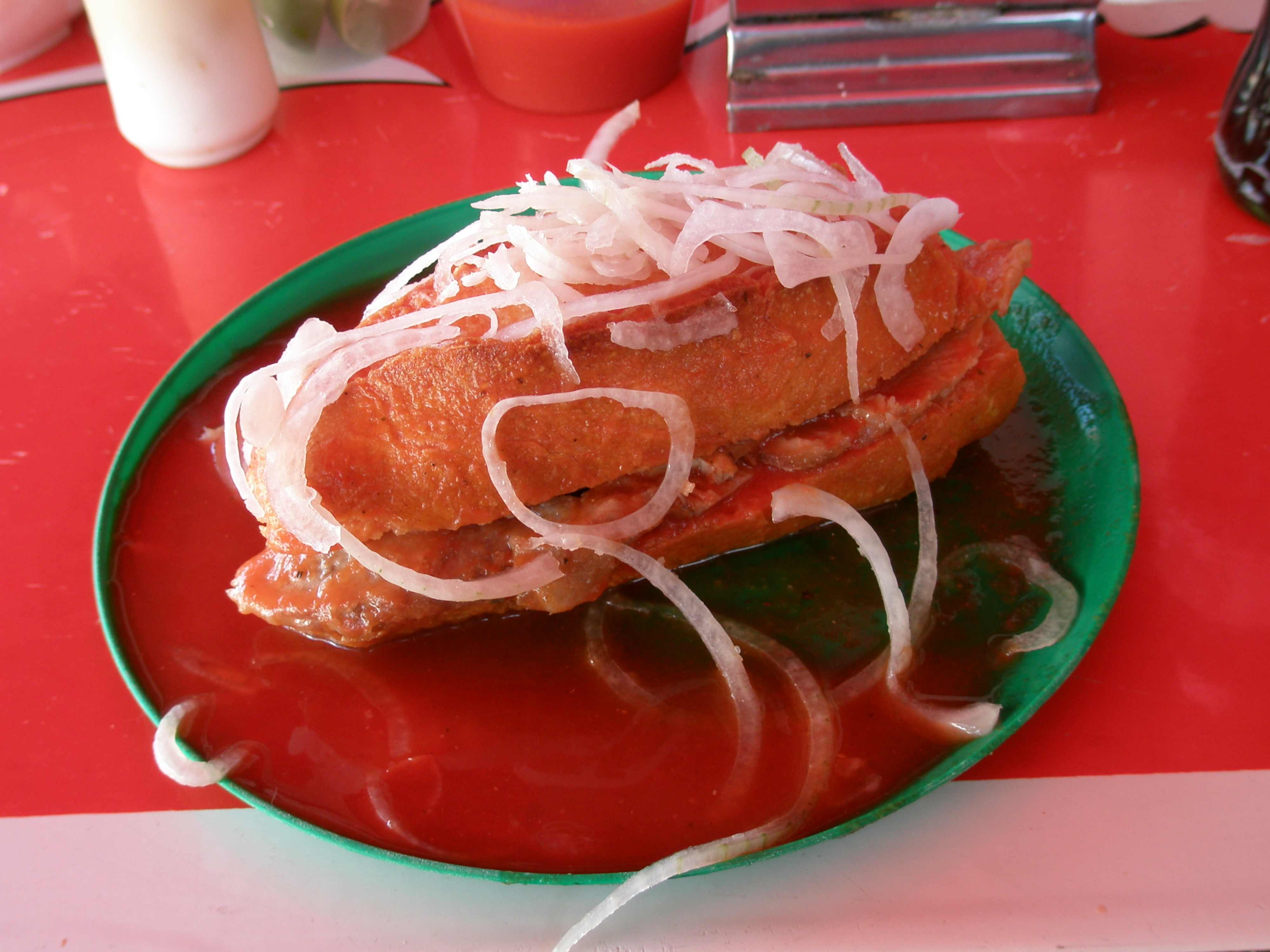
Una torta ahogada estilo Guadalajara, elaborada con birote.

Birote es el nombre que se le ha asignado a una variedad de pan de origen mexicano que se hornea hasta quedar dorado. Es de consistencia semejante al bolillo y su forma es muy parecida a la de la baguette de origen francés. Se produce particularmente en el estado de Jalisco, en la ciudad de Guadalajara.
Forma parte de la comida típica de la región. Con este pan se elaboran las típicas tortas ahogadas, que se cocinan poniendo carne de puerco al interior del birote y bañando el pan con salsa de jitomate y chile.
Así, el birote forma parte de este platillo que se consume en restaurantes y en puestos de comida en las calles. Con respecto al origen del nombre birote, el cuento más difundido dice que Camille Pirotte, de origen belga, era el panadero de uno de los batallones franceses que arribaron el 6 de enero de 1864 a la ciudad de Guadalajara, Jalisco. Se incorporó como voluntario al ejército de ocupación de los franceses, cuando las tropas imperiales ocuparon la ciudad de Guadalajara.
No se puede decir que la ciudadanía recibió a los franceses con alegría, pero sí con tranquilidad, porque en los meses anteriores la ciudad había cambiado de mando varias veces y cuando la ocupaban los liberales mataban a muchos tapatíos conservadores y posteriormente, cuando la ocupaban los conservadores, hacían lo mismo con los liberales.
El general francés Camille aprovechó la tranquilidad de la población para ganarse su confianza, siguiendo instrucciones del emperador que le pidió enseñarles a los tapatíos los oficios que ellos sabían, de acuerdo con los conocimientos de la tropa, como la fabricación de muebles, clases de música y la elaboración de pan.
El sargento cocinero, de apellido Pirotte, fue el encargado de enseñarles la manera de elaborar el pan. Sin embargo, como las clases se llevaban a cabo en los cuarteles del invasor, no acudían muchos alumnos con el temor de que sus conocidos los consideraran traidores.
Para atraer más alumnado rentaron un local en la Avenida Vallarta, cerca del Parque Revolución que en aquella época quedaba en la periferia de la ciudad. Claro, la única manera de llegar a este parque en aquella época (1864) era utilizando una de las recién inventadas máquinas del tiempo, puesto que el Parque Revolución se construyó apenas 70 años después, en 1934.
En este lugar se incrementó el alumnado, pero el inconveniente era que no encontraban la “levadura” para elaborar el pan; entonces Pirotte hizo varias pruebas con la misma masa con la que elaboraba el pan, la dejaba pudrir, sin saber que al echarse a perder se fermentaba, de esta manera encontró la fórmula de la levadura que se utiliza para leudar el pan.
Aparte de las clases, tenían a la venta el pan. Pirotte se hizo muy popular, ya que —por órdenes del comandante— el pan que no se vendía después de 48 horas lo regalaban a la población. En esa época había tanta pobreza que al enterarse de que regalaban el pan las filas eran enormes.
No se tiene la fecha exacta de cuándo al pan se le llamó “birote”; sin embargo, se menciona que entre ellos (la gente) se preguntaban: “¿A donde vas?”. Respondían: “Al pan con Pirote” (se pronuncia Pirot); al no poder pronunciarlo terminó en “Birote”.
Cuando terminó la guerra, después del fusilamiento de Maximiliano, por la labor que había realizado el sargento Pirotte —al igual que otros prisioneros a los que dejaron libres—, le ofrecieron quedarse en México o irse a Veracruz para regresar a su patria, una especie de indulto.
Pirotte optó por otra posibilidad, irse al puerto de San Gerónimo en el Pacífico, ya que tenía información de que un barco belga hacía el recorrido Amberes-San Francisco y pasaría por el puerto (lo que hoy es Ciudad Lázaro Cárdenas, Michoacán), para que abordaran los exsoldados imperiales.
Sin embargo, el barco nunca llegó y Pirotte desalentado regresó a Guadalajara para casarse con su antigua novia, una tapatía de apellido García.
El Pirotte desapareció por el temor de que lo fueran a detener y optó por el apellido de su esposa. El ingeniero Néstor Pirotte menciona que encontró a un descendiente de Pirotte de 95 años que tiene un negocio cerca de la Minerva; sin embargo, él no tenía idea de que Pirotte fuera su pariente por el cambio de apellido.
Ya instalado, Pirotte continuó con el negocio de la panadería cerca de una cárcel por la Avenida Vallarta. Néstor Pirotte investigó en Bruselas, en el museo de armas, que efectivamente Pirotte había estado en Guadalajara. Tanto el ingeniero Néstor como el panadero Pirotte son de la misma ciudad, Verviers, en Bélgica, sin ser parientes.
Menciona finalmente que Pirotte el cocinero no pertenecía a la corte de Maximiliano, como se ha informado en la historia del “birote”.
Total, inventos fantasiosos sin fundamento alguno. El origen real de la palabra birote es otro. Los jesuitas tapatíos de finales del siglo XIX, que se comunicaban entre sí preponderantemente en latín, comenzaron a referirse a este pan por el vehículo en el cual era repartido, la bicicleta: birota (singular) o birotae (plural). La traducción literal es dos ruedas. Con el auge de las bicicletas a partir de 1860, lo más frecuente es que el birote fuera entregado a domicilio y los repartidores se desplazaran en vehículos de dos ruedas, birotae, bicicletas.

## Características
Un birote estándar mide desde 15 centímetros hasta un metro y medio de longitud. El grosor promedio es de 8 centímetros. Se elabora principalmente en la ciudad de Guadalajara, Jalisco, en México. Existen dos tipos: el birote salado y el fleischmann o fleima (no salado). El salado es básico para obtener una torta ahogada de buen sabor, mientras que el fleischmann se utiliza para otras tortas o lonches.
El birote suele acompañar también al chocolate de tablilla en agua o en leche, agua de limón, café, o se puede rellenar con preparados dulces como mermelada, leche condensada o también se puede usar en la variedad tapatía de capirotada y en molletes.
Información contradictoria

## Platillos
El birote se usa para elaborar los siguientes platillos:
- Capirotada
- lonche (torta)
- Torta ahogada

## Birote salado
El birote salado es la variedad del birote que se utiliza principalmente en la elaboración de las tortas ahogadas.